# دوروتی بول
دوروتی بول (انگلیسی: Dorothee Bohle؛ زادهٔ ۱۹۶۴) استاد دانشگاه، و نویسنده اهل آلمان است.